# C1orf100
C1orf100 (англ. Chromosome 1 open reading frame 100) – білок, який кодується однойменним геном, розташованим у людей на 1-й хромосомі. Довжина поліпептидного ланцюга білка становить 147 амінокислот, а молекулярна маса — 17 617.
| 10         |  | 20         |  | 30         |  | 40         |  | 50         |
| ---------- |  | ---------- |  | ---------- |  | ---------- |  | ---------- |
| MTAIRLREFI |  | ERRPVIPPSI |  | FIAHQGRDVQ |  | GYYPGQLARL |  | HFDHSAKRAP |
| RPLIDLTIPP |  | KTKYHYQPQL |  | DQQTLIRYIC |  | LRRHSKPAEP |  | WYKETTYRRD |
| YSLPFYEIDW |  | NQKLATVSLN |  | PRPLNSLPEL |  | YCCEERSSFE |  | RNAFKLK    |

A: Аланін

C: Цистеїн

D: Аспарагінова кислота

E: Глутамінова кислота

F: Фенілаланін

G: Гліцин

H: Гістидин

I: Ізолейцин

K: Лізин

L: Лейцин

M: Метіонін

N: Аспарагін

P: Пролін

Q: Глутамін

R: Аргінін

S: Серин

T: Треонін

V: Валін

W: Триптофан

Задіяний у такому біологічному процесі, як альтернативний сплайсинг. 